# Tapinanthus oleifolius
Tapinanthus oleifolius är en tvåhjärtbladig växtart som först beskrevs av Wendl., och fick sitt nu gällande namn av Danser. Tapinanthus oleifolius ingår i släktet Tapinanthus och familjen Loranthaceae. Inga underarter finns listade i Catalogue of Life.